# Nimritz
Nimritz é um município da Alemanha localizado no distrito de Saale-Orla, estado de Turíngia.
Pertence ao Verwaltungsgemeinschaft de Oppurg.

## Demografia
Evolução da população (31 de dezembro):
| - 1994 – 291 - 1995 – 296 - 1996 – 319 - 1997 – 342 | - 1998 – 344 - 1999 – 335 - 2000 – 340 - 2001 – 332 | - 2002 – 331 - 2003 – 336 - 2004 – 335 - 2005 – 332 |

Fonte: Thüringer Landesamt für Statistik